# Zang (Glocke)
Zang (persisch زنگ, „Glocke“), uigurisch, usbekisch zang, armenisch zangak, auch čang (tschang), türkisch çan, sind Glöckchen, Schellen oder Fingerzimbeln, die zur rhythmischen Begleitung in der iranischen, türkischen, afghanischen Musik sowie im Kaukasus und einigen Regionen des südlichen Zentralasien eingesetzt werden. In Iran bedeutet zang in entsprechenden Wortkombinationen Fingerzimbeln (zang-e sarangoscht, auch zang-e saringoschti) oder Glocke (zang-e zurchaneh), im Irak heißen kleine Paarbecken zanj. Im Norden Afghanistans produziert der Spieler der Langhalslaute dambura mit den am Handgelenk getragenen Schellen zang-i kaftar einen begleitenden Rhythmus. In Usbekistan steht zang für Kettchen aus kleinen Kupfer- oder Messingglocken, die Tanzmädchen an Hand- oder Fußgelenken tragen. Nach dem alten Wort çeng für Fingerzimbel, heute im Türkischen durch zil ersetzt, heißt eine Bauchtänzerin auf Türkisch çengi.

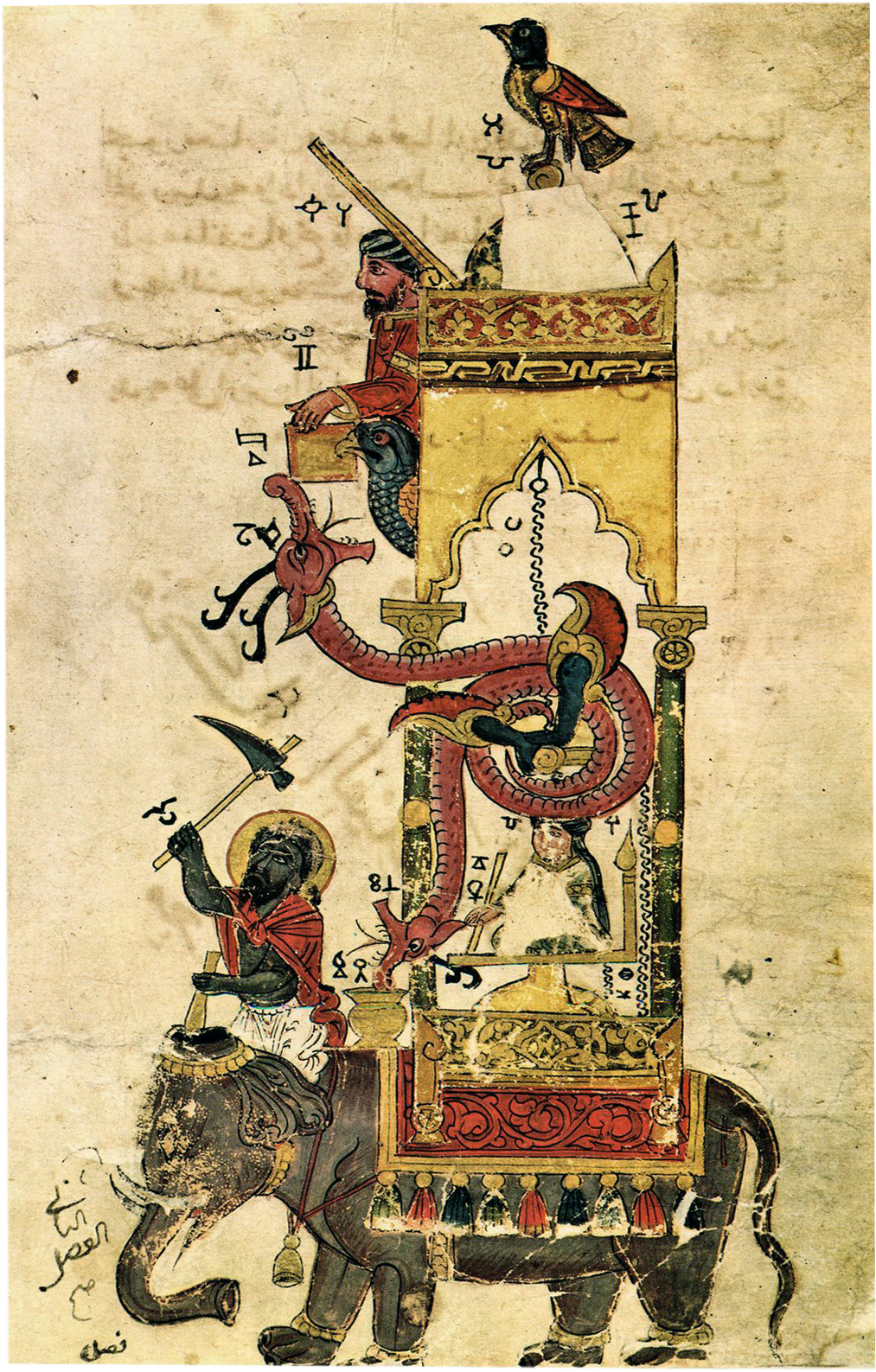
Elefantenuhr des al-Dschazarī, von al-Dschazarī um 1205 konstruiert. Die turmartige Erfindung zur Zeitanzeige wird in der syrischen Miniatur einer Handschrift um 1315 von einem mit einer Glocke behängten Elefanten getragen.

## Herkunft der Glöckchen
Babylonische Terrakottafiguren aus dem 2. Jahrtausend v. Chr. halten kleine Paarbecken in den Händen, deren Originale vermutlich aus Bronze hergestellt waren. Solche Bronzebecken von etwa 1200 v. Chr. wurden in  Syrien und aus der Mitte des 9. Jahrhunderts v. Chr. in Ägypten gefunden. Aus der 17. ägyptischen Dynastie (16. Jahrhundert v. Chr.) sind von Wandmalereien fest angestellte Berufsmusiker wie der namentlich überlieferte Trommler Emhab bekannt, die am Tempel zu liturgischen Zwecken unter anderem Sistren, Glöckchen, Klappern und Kastagnetten spielten. Terrakottafiguren mit Becken aus dem Alten Ägypten werden in die griechische Zeit datiert. Aus dieser Zeit stammen auch viele Glöckchen aus Bronze, Silber und Gold, die in Ägypten und im Nahen Osten in Gebrauch waren.
Eines der im Alten Testament erwähnten Musikinstrumente hieß paʿāmon, ein zur semitischen Wurzel pʿm gehörendes Wort, von dem eine der Bedeutungen „stoßen“, „schlagen“ lautet. Das Wort bezieht sich auf Schellen (metallene Gefäßrasseln) oder Glocken, die am Purpurgewand des Hohepriesters angebracht waren. Laut Ex 28,33f  hingen an dessen Saum abwechselnd goldene Glöckchen und Granatäpfel. Solche Glöckchen am Saum der Kleidung sind auch durch außerbiblische schriftliche Quellen belegt. Die ältesten Funde von Glöckchen stammen aus Megiddo und werden in das 9./8. Jahrhundert v. Chr. datiert. Die Glöckchen mit Klöppel sind aus Bronze, 2,5 bis 6,5 Zentimeter hoch, etwa halbkugelförmig und mit einer Öse als Aufhänger versehen. Etwas kleiner sind die zahlreichen Funde von Glöckchen im Raum Palästina in der griechisch-römischen Zeit. Seit den Erwähnungen im Alten Testament (in Verbindung mit den Granatäpfeln) besitzen die Glöckchen eine magisch-beschützende Funktion.
Ein altes arabisches Wort aus vorislamischer Zeit für eine Handglocke, die zur Liturgie der orthodoxen Kirchen im Nahen Osten gehörte, ist nāqūs. Der Bischof umschritt den Altar, dreimal den nāqūs schlagend, gefolgt von weiteren Kirchenmännern, die dasselbe taten. Nāqūs hießen auch Holzklappern und hölzerne Schlagbretter, mit denen anstelle von Kirchenglocken die Christen zum Gottesdienst gerufen wurden.
In den ersten nachchristlichen Jahrhunderten spielten die arabischen Stämme zur Begleitung der singenden Tanzmädchen nach Auskunft von al-Masʿūdī ein Saiteninstrument (vielleicht die Langhalslaute tunbūr), die Lauten barbat, mizhar oder kirān, das Rohrblattinstrument mizmar, die Rahmentrommel duff, die Klapper nāqūs und die Glöckchen ghalāghil. Eine bedeutende mittelalterliche arabische Handschrift der Maqāmāt („Versammlungen“) des al-Hariri entstand 1237 in Bagdad. Sie enthält Illustrationen des Malers Yahya ibn Mahmud al-Wasiti. Das 31. Maqāma zeigt eine äußerst lebendige Szene einer auf Kamelen und Eseln reitenden Pilgerkarawane, die nach Mekka unterwegs ist. Neben den großen Röhrentrommeln (tabl) und kleineren Kesseltrommeln (naqqara) schlägt die musizierende Gruppe Paarbecken (sunūgh), Gongs (tusūt) und Glocken (ghalāghil).
Eine um 1370 in Täbris angefertigte Handschrift des Schāhnāme enthält die Abbildung einer turbulenten Schlachtszene, in der zu den Waffen der gegen die Mongolen kämpfenden persischen Truppen auch Lärm erzeugende Gerätschaften gehörten, die dem Feind Angst einflößen sollten. Hierfür wurden eine hydraulische Orgel und ein fahrbares Gestell mit großen Glocken namens ghulghul al-siyāh („lärmende Glocke“) mittransportiert.
Lärm als Kriegswaffe ist wesentlich älter und bereits aus der Antike bekannt: Die Parther im iranischen Hochland und südlichen Zentralasien gaben Kampfsignale mit Trompeten und Trommeln und erschreckten ihre Gegner durch große, mit Fell bespannte Hohlkörper, die zu ihrem lauten Donnerknall noch ein schrilles Geräusch wegen der daran befestigten Rasseln und Glocken hervorbrachten, wie aus der Beschreibung Plutarchs der Schlacht bei Carrhae 53 v. Chr. hervorgeht. Die Verwendung von Trompeten und „Kampftrommeln“ mit darin enthaltenen Metallglöckchen geht nach altindischen Quellen und nach der griechischen Mythologie letztlich auf eine indische Tradition zurück.
Zu den Fundorten von Glöckchen im südlichen Zentralasien gehört die Anfang des 1. Jahrtausends v. Chr. entstandene städtische Siedlung Baktra (Balch). Neben vielen Töpferwaren wurden in den Gräberfeldern auch Glöckchen aus dem 1. Jahrtausend v. Chr. gefunden. Bronzeglöckchen sind aus dem Sassanidenreich (224–651) bekannt. Aus zwei vom 7. bis zum 9. Jahrhundert n. Chr. angelegten Gräberfeldern in der sibirischen Region Chabarowsk (Nadeschdinskoje und Korsakowa) stammen Bronzeglöckchen mit Klöppel, die wohl an einem Gürtel befestigt waren. Seit dem 7. Jahrhundert gehören Glöckchen und andere Metallanhängsel am Gürtel zur Kleidung der Nomaden in den asiatischen Steppen. Bis heute haben sie sich als Bestandteil der Schamanentracht erhalten. In vielen Gebieten Sibiriens und Zentralasiens wurden Glöckchen und Schellen ausgegraben, die an die Kleidung oder die Schuhe genäht waren und böse Geister oder den Bösen Blick abwehren sollten. Diese Funktion hatten auch kugelförmige Schellen mit Schlitz aus sogdischen und baktrischen Gräbern des 7./8. Jahrhunderts, die zu einer Halskette gehörten.
Bronzeglöckchen mit und ohne Eisenklöppel hingen im Assyrischen Reich am Zaumzeug von Pferden und Eseln. Der Prophet Mohammed soll nach der Überlieferung über die in vorislamischer Zeit in Arabien an den Hälsen von Lasttieren hängenden Glöckchen (arabisch dscharas) nicht erfreut gewesen sein. Engel würden solcherart Geräusche produzierende Karawanen meiden, heißt es. Gräberfunde in Zentralasien aus der Zeit vom 2. Jahrhundert v. Chr. bis zum 8./10. Jahrhundert n. Chr. zeigen ebenfalls, dass das Pferdegeschirr mit Schellen und Glöckchen behängt war. Im Epos Schāhnāme des persischen Dichters Firdausi (940/941–1020) wird erwähnt, dass Elefanten bei Prozessionen mit großen goldenen Schellen und Glocken behängt waren. Quellen aus der chinesischen Tang-Dynastie (618–907) beschreiben die Aufführungen „türkischer“, also aus westlichen Regionen eingewanderter Tänzerinnen, die zur rhythmischen Begleitung Schellen und Glöckchen trugen.
Zahlreiche Götterdarstellungen auf Wandmalereien der sogdischen Stadt Alt-Pandschakent (bei Pandschakent, Tadschikistan, 5. Jahrhundert) sind mit Schellen und Glöckchen an Schnüren behängt, weshalb diesen klingenden Metallen neben der schmückenden Funktion wohl eine religiöse Bedeutung zukam. Eine solche Wandmalerei aus dem Palast von Alt-Pandschakent stellt eine Göttin auf einem Thron dar, die in der rechten Hand einen leiterartigen Gegenstand hält, an dessen Querstäben zahlreiche Glöckchen herabhängen und der offensichtlich zur Klangerzeugung diente. Der vermutlich als Geschenk der Göttin überbrachte Gegenstand weist Parallelen zu zwei Schüttelidiophonen auf, die bis heute in der Region verwendet werden. Das eine heißt bei Usbeken, Tadschiken und Uiguren safail (sapai) und besteht aus zwei Holzstäben, an denen Metallringe befestigt sind. Beim Schütteln entsteht ein klirrendes Geräusch. Das safail dient heute ähnlich wie qairāq (zwei gegeneinander geschlagene Flusskiesel) und qoschuq („Holzlöffel“) in der Tanzmusik zur Begleitung. Ursprünglich wurde es von Schamanen und später von Qalandar (Wanderderwischen) in der rituellen Musik verwendet. Das andere sind die in der tadschikischen Tanzmusik eingesetzten zang: an einem Lederband befestigte Glöckchen, die Tänzer an den Handgelenken oder an den Beinen tragen.

## Wortverbreitung
Das in der mittelalterlichen arabischen Literatur vorkommende Wort ṣanǧ (sandsch, sanj, Plural ṣunūǧ) für „Zimbel“ stammt wohl vom persischen čang (tschang), zugleich war ṣanǧ eine seltener als ǧank vorkommende Bezeichnung für die arabische Harfe. Die historische Winkelharfe tschang (chang) war im Nahen und Mittleren Osten weit verbreitet. Daneben heißt tschang (chang) ein dem persischen santur gleichendes Hackbrett, das gelegentlich Usbeken und Tadschiken im klassischen Schaschmaqam verwenden. Eine zentralasiatische turkische Quelle aus dem 11. Jahrhundert bezeichnet mit çenğ Fingerzimbeln, die heute im Türkischen zil genannt werden. Als çeng-i harbî für eine von Militärkapellen (mehterhâne) gespielte musikalische Gattung und als çengi (Bauchtänzerin) hat sich das Wort noch im Türkischen erhalten. Im Usbekischen heißen Zimbeln und Glöckchen zang (tschang, chang) und im Tatarischen Чаң (tschang), bei den Usbeken in Afghanistan jedoch tüsak. Das arabisch-persische sanj gehört als jhanj neben manjira, tal oder elathalam zu den vielen Namen für indische Zimbeln. Die Kesseltrommelpaare naqqāra, Langtrompeten nafīr und sanj bildeten neben weiteren, laut klingenden Musikinstrumenten das Naubat-Palastorchester im Mogulreich.
Persisch zang bedeutet „Glocke“ und „Zimbel“; zangūla steht für die Schellen an der Rahmentrommel, entsprechend dayereh-e zangi (dāyera zangī oder dayere zangi), eine dayereh mit Schellen. Auf persischen Miniaturen vom Ende des 14. bis Anfang des 18. Jahrhunderts (Timuriden bis Safawiden) sind am häufigsten dayereh mit fünf Metallplättchen abgebildet. In Afghanistan ist neben zang für „Zimbel“ auch das in Indien verbreitete Wort tal gebräuchlich, das von Sanskrit tala („Handfläche“, „schlagen“, „Metrum“), der rhythmischen Struktur der indischen Musik abgeleitet ist. Die Zimbel zang wird in Afghanistan von der Maultrommel tschang (čang) unterschieden. Zang kommt abgewandelt im mittelalterlichen armenischen zangak, „Glocke“, zangakik (zangulak), „Glöckchen“ und zangakalezou, „Glockenklöppel“ vor sowie als georgisches Lehnwort (zangalawi (zangalaki), „Glöckchen“. Zang-e sarangoschti (saringoshti) sind die in Iran bei Tänzen geschlagenen Fingerzimbeln, die nach den Darstellungen auf persischen Miniaturen zur alten orientalischen Tanztradition gehören.

## Spielweise

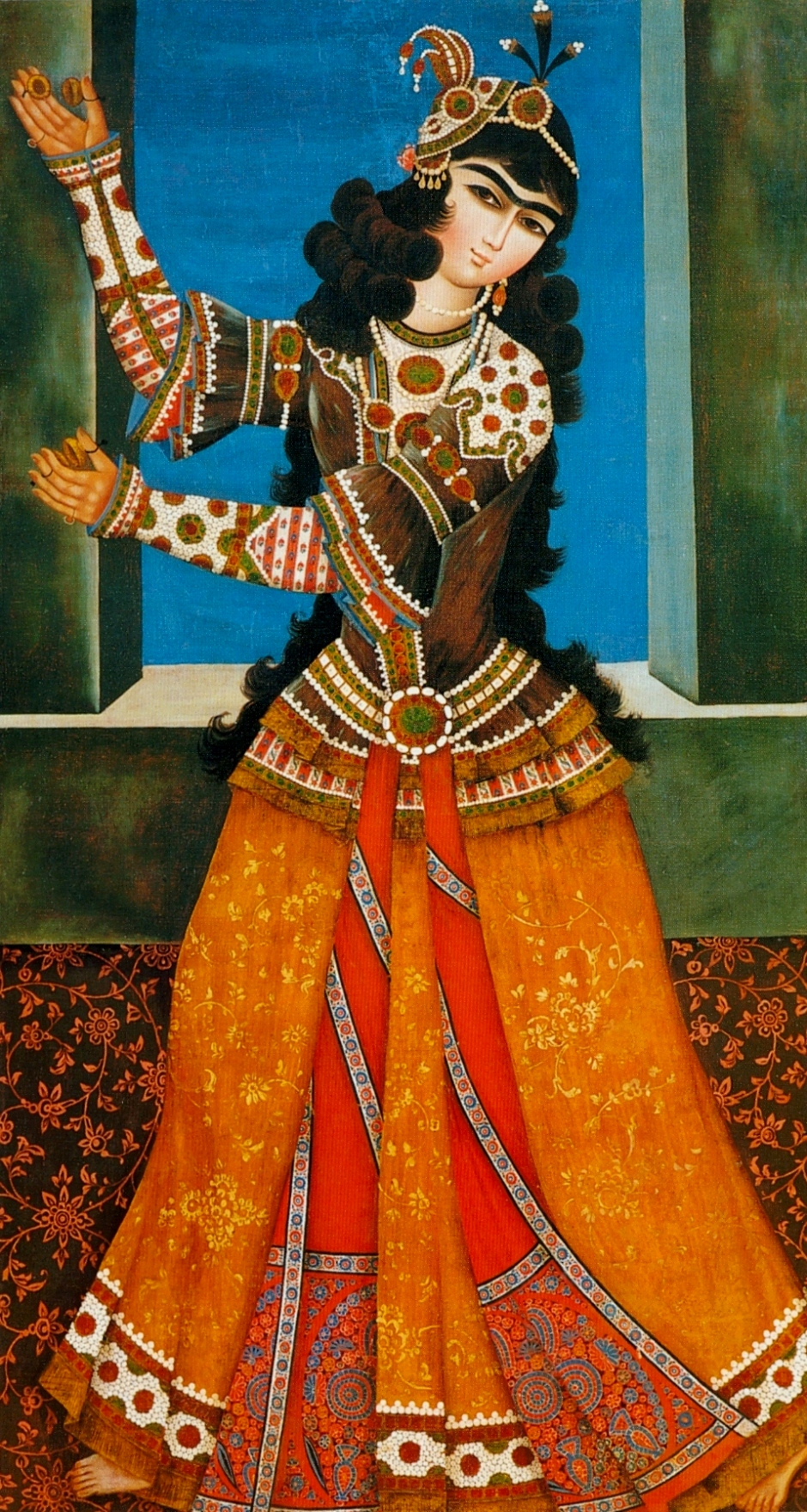
Tanzmädchen mit Fingerzimbeln. Typisch grellbunte Malerei der Kadscharenzeit, 19. Jahrhundert

Im Irak versteht man unter zanj meist Paarbecken aus Messing oder Bronze, die in unterschiedlichen Größen vorkommen. Die Schnüre zum Festhalten sind an einem Loch in der Mitte des Buckels befestigt. Irakische Paarbecken wurden in der Militärmusik, in den Kirchen und für jegliche Art von sonstigen Prozessionen eingesetzt. Bei schiitischen Passionsspielen sorgen sie neben der Zylindertrommel dammām für die musikalische Begleitung. Seltener werden auch kleine Fingerzimbeln, deren Durchmesser vier bis fünf Zentimeter beträgt, zanj genannt.
Im „Fitnesszentrum“ Zurchaneh („Kraft-Haus“), das in Iran und angrenzenden Ländern eine lange Tradition hat, stärken die Männer ihre Muskeln zum Rhythmus der Glocke zang-e zurchaneh und der Bechertrommel tombak (zarb). Ein Musiker, der beide Instrumente bedient und gelegentlich singt, sitzt auf dem erhöhten Rand der stets achteckigen Arena. Die Musik soll für eine entspannte Atmosphäre während des anstrengenden Krafttrainings und der Wettkämpfe sorgen. Die zang markiert ferner den Beginn, den Wechsel und das Ende der Übungen.
Die ältesten ausgegrabenen Glöckchen aus Bronze in Armenien stammen aus der Mitte des 2. Jahrtausends v. Chr. Das armenische Glöckchen zangak kam oder kommt noch vereinzelt zur rhythmischen Akzentuierung mancher Gesänge in der Liturgie der Armenisch-Apostolischen Kirche vor, manchmal zusammen mit Zimbeln. Die zangak ist halbkugelförmig, besitzt einen kleinen Eisenklöppel und wird in unterschiedlichen Tonhöhen gefertigt. In der armenischen Musik ist die zangak ansonsten nicht gebräuchlich.
Die zang-i kaftar („Tauben-Glocke“) sind ein Paar ringförmiger Schellen, die an einer kurzen Schnur zusammengebunden sind und in Nordafghanistan in der Unterhaltungsmusik verwendet werden. Eine Schelle mit dem Durchmesser von 2,5 Zentimetern besteht aus einem Blechstreifen, der so im Kreis gebogen wurde, dass die Längskanten in der Mitte der Außenseite zusammentreffen. Die Schnüre, die beide Schellen verbinden, sind an Metallstiften befestigt, die als Rasseln im Innern der Schellen das Geräusch produzieren. Vier oder fünf miteinander verbundene Schellenpaare trägt gelegentlich ein Spieler der Langhalslaute dambura am rechten Handgelenk und schüttelt sie, während er die Saiten anreißt. Der dambura-Spieler – überwiegend usbekischer Herkunft – tritt in Teehäusern (samowad) solistisch mit seinem Gesang auf oder er begleitet zwei Sänger. Ensembles in Teehäusern spielen darüber hinaus die zweisaitige Fiedel ghichak, die Bechertrommel zerbaghali und Fingerzimbeln (zang, usbekisch tüsak). Die Fingerzimbeln in Nordafghanistan gehen vermutlich auf indischen Einfluss zurück. Die Methode einer rhythmischen Begleitung verweist auf die Beziehung der Teehauslieder zur Tanzmusik.